# Porosz T 15 sorozat
A Porosz Királyi Államvasutak T 15 sorozatú gőzmozdonya Hagans-rendszerű osztott keretű szertartályos mozdonytípus volt. A mozdonyok közül három darab Magyarországon, a Mohács-Pécsi-Vasútnál is közlekedett 14–16 pályaszámon.

## Kifejlesztése

### Hagans típus
A mozdonyokat Türingia és Szilézia hegyi pályaszakaszaira tervezték, ahol a háromcsatlós mozdonyok már gyengének bizonyultak. Cristian Hagans erfurti Gépgyára kifejlesztett egy ötcsatlós mozdonyt osztott keretben. A főkeretben kapott helyet a három első hajtott tengely, míg a hátsó kettő a szerelt csuklós vázba került és egy speciálisan kialakított karos mechanizmussal hajtották az első tengelyek. A T 15 belsővezérlésű mozdony volt túlméretezett állókazánfelülettel.
Mivel a mozdonnyal meg voltak elégedve, 92 db-ot rendeltek belőle. A pályán, melyen 33‰ emelkedők és 200 m sugarú pályaívek voltak, 200 t-s vonatot kellett továbbítania 15 km/h sebességgel. A mozdonyokat a Henschel cég 1897 és 1905 között építette mivel a Hagans nem rendelkezett megfelelő kapacitással ilyen nagy mozdony építéséhez.
A legtöbb mozdony túlélte az első világháborút, 11 db jóvátételként Franciaországba és Belgiumba került. Néhány mozdonyt a Német Birodalmi Vasút sorolt be pályaszámrendszerébe 94.70 sorozatként. A T 16–osok gyors ütemű beszerzése a korábbi gyengébb és bonyolultabb T 15-ösöket hamar feleslegessé tette.

### Koechy típus
Egyetlen darab készült a T 15 Koechy rendszerű mozdonyból, amelynek szintén közös gépezete volt, ám a konstrukció eltért a Hagans T 15-től. Egyébként megegyezett a Hagans T 15-ösével. A konstrukció nem vált be, ezért csupán egy példány épült belőle. A mozdony először a Köln 1900, majd a Köln 8001 pályaszámot kapta és 1922-ben selejtezték.

## Fordítás
- Ez a szócikk részben vagy egészben  a   Preußische T 15 című német Wikipédia-szócikk fordításán alapul.  Az eredeti cikk szerkesztőit annak laptörténete sorolja fel. Ez a jelzés csupán a megfogalmazás eredetét és a szerzői jogokat jelzi, nem szolgál a cikkben szereplő információk forrásmegjelöléseként.